# Marie de Clèves
Marie de Clèves (1553 – Párizs, 1574. november 14.) III. Henrik francia király egyik ágyasa volt.

## Élete
Marie volt I. Ferenc nevers-i herceg és Bourbon-Vendôme Margit hercegnő legkisebb gyermeke és harmadik leánya. A szülők 1538-ban házasodtak össze. (Margit öccse nem más volt, mint Antoine de Bourbon, III. Johanna navarrai királynő második férje, és a későbbi IV. Henrik francia király édesapja.)
Marie apai nagyszülei: II. Károly nevers-i herceg és Marie d'Albret (Rethel grófnője)
Marie anyai nagyszülei: Charles de Bourbon (Vendôme hercege) és Françoise d'Alençon hercegnő
Marie másodfokú unokatestvérének leánya Klevei Anna angol királyné volt, VIII. Henrik negyedik felesége. Marie a nénikéje, III. Johanna navarrai királynő udvarában töltötte gyermekéveit, s végig kálvini hitben nevelkedett. 18 vagy 19 évesen, 1572-ben hozzáadták elsőfokú unokatestvéréhez, a nála egy évvel idősebb Henri de Bourbon-hoz, Condé és d'Enghien 1. hercegéhez. (Az esküvői szertartás kálvinista rítus szerint zajlott le, mivel mindkét fél protestáns hitben nevelkedett.) Egy pár hónappal később, 1572 augusztusában, az ún. Szent Bertalan éji mészárlás folyamán, amikor protestánsokat gyilkoltak le a hitük miatt, Marie és férje jobbnak látták gyorsan áttérni a római katolikus vallásra, hogy mentsék életüket. (Áttérésük után ismét összeházasodtak, de ezúttal már egy katolikus szertartás keretében.)
Utána Marie férje elhagyta a francia királyi udvart, és ismét a protestánsok pártjára állt. Az asszony bölcsen az udvarnál maradt, és élete hátralévő részében katolikusként viselkedett. Hitvese távozása után a szépséges Marie-n megakadt az akkor 22 esztendős Anjou hercege, vagyis a későbbi III. Henrik francia király tekintete is, akivel körülbelül 1573-ban kezdett viszonyt az asszony. (III. Henrik 1574. május 30-án került trónra.)
Henrik vonzalma olyan mély volt iránta, hogy állítólag együtt kieszelték, hogy elérik, Marie férje egyezzen bele a válásba, azért, hogy ők ketten végre összeházasodhassanak. Tervüket Marie halála törte derékba, aki szülés utáni komplikációk következtében hunyt el, 1574-ben. Egy kislányt hozott a világra, aki a Catherine keresztnevet kapta. A gyermek apja valószínű, hogy III. Henrik lehetett, nem pedig Marie hitvese.
Marie csupán 20-21 évet élt. Lánya, Catherine 1595-ig élt, tehát pont annyi idősen halt meg, mint édesanyja. Marie özvegye, a herceg újranősült, ezúttal másodfokú unokatestvérének leánya, a thouars-i hercegnő, Charlotte Catherine de La Tremoille (Anne de Montmorency unokája) lett a felesége, aki két gyermekkel (Eleonóra és Henrik) ajándékozta meg a férfit. A herceg 1588. március 5-én, 35 esztendősen halt meg, hat hónappal fia születése előtt. Özvegye, Charlotte még 1629. augusztus 29-ig, körülbelül 60-61 éves koráig élt.
III. Henrik hónapokig gyászolta Marie-t, majd pedig kötelességtudatból, 1575. február 13-án nőül vette a 21 éves Lotaringiai Lujza mercoeur-i hercegnőt, aki mind külsőleg, mind pedig a jellemét tekintve nagyon hasonlított Marie-ra.

## Marie testvérei
- Ferenc (1540-1562), a későbbi II. Ferenc nevers-i herceg. Nem nősült meg és gyermekei sem születtek.
- Jakab (1544-1564), bátyja halála után ő lett Nevers 3. hercege. Ő sem házasodott meg soha és neki sem voltak utódai.
- Henriett (1542. október 31 - 1601. június 24.), ő 1565. március 4-én nőül ment a éves I. Lajoshoz, Mantua hercegéhez, akinek öt gyermeket (Katalin, Mária Henrietta, Frigyes, Ferenc és Károly) szült házasságuk 30 éve során. Henriett lett Nevers 4. hercegnője, bátyja, Jakab halála után.
- Katalin (1548-1633. május 11.), ő 12 éves korában hozzáment Antoine de Croÿ-hoz, Porcien hercegéhez, ám a frigy csupán 7 évig tartott, és nem született belőle gyermek. Férje halálát követően, a gyászév letelte után, 1570. október 4-én feleségül ment a 19 esztendős I. (Lotaringia-i) Henrikhez, Guise hercegéhez, akinek 14 gyermeket (Károly, Henrik, Katalin, Lajos, Charles, Mária, Claude, Catherine, Krisztina, Ferenc, Renée, Johanna, Lujza Margit és François Alexandre) szült házasságuk 18 éve alatt.